# Министерство культуры Португалии
Министерство культуры Португалии отвечает за осуществление политики культурного развития, поощрения творчества и распространения и интернационализации португальской культуры и языка. 
Государственный секретарь по культуре является сопредседателем Совета министров, в прямой зависимости от премьер-министра.

## Подведомственные органы
- Международная академия португальской культуры
- Национальная Академия изящных искусств
- Португальская академия истории
- Национальная библиотека
- Португальский центр фотографии
- Музей кино
- Национальный балет
- Фонд Дома музыки
- Культурный фонд развития
- Институт Национального архива
- Институт кино, аудиовизуальных средств и мультимедиа
- Португальский институт археологии
- Португальский институт консервации и реставрации
- Португальский институт музеев
- Португальский институт архитектурного наследия
- Португальский Институт книги и библиотеки
- Обсерватория культурной деятельности
- Национальный оркестр Порту
- Национальный театр Девы Марии II
- Национальный театр Сан-Карлоса
- Национальный театр Святого Иоанна

- Генеральный секретариат
- Культурное  Бюро международных отношений
- Генеральная инспекция культурных мероприятий
- Совет музеев
- Библиотечный совет
- Генеральный директорат по вопросам искусства